# Płyta wiślicka

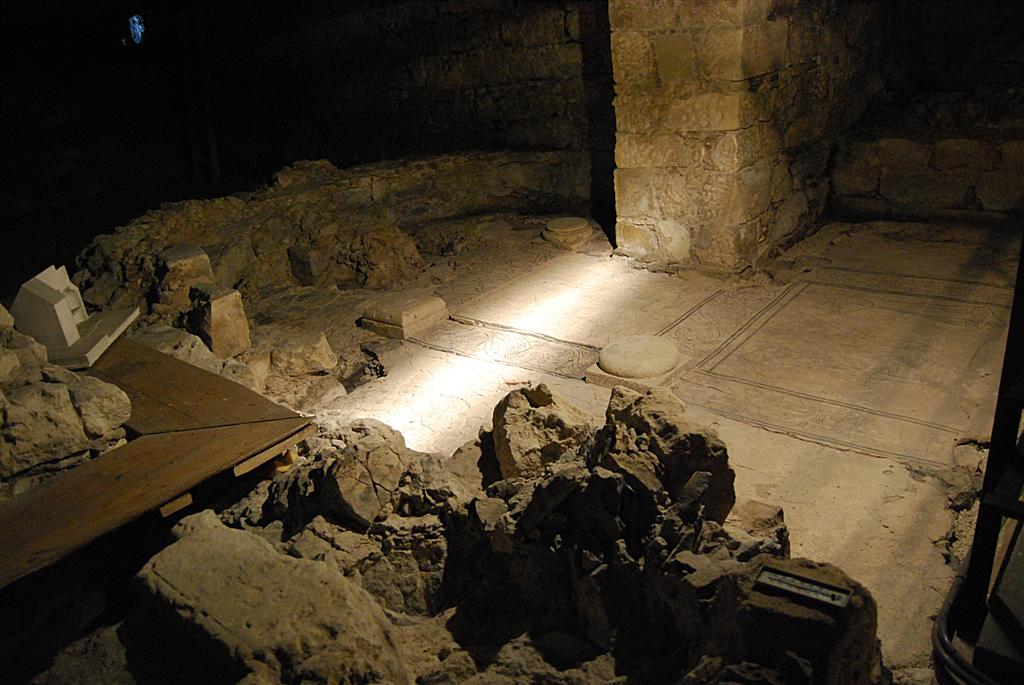
Płyta wiślicka

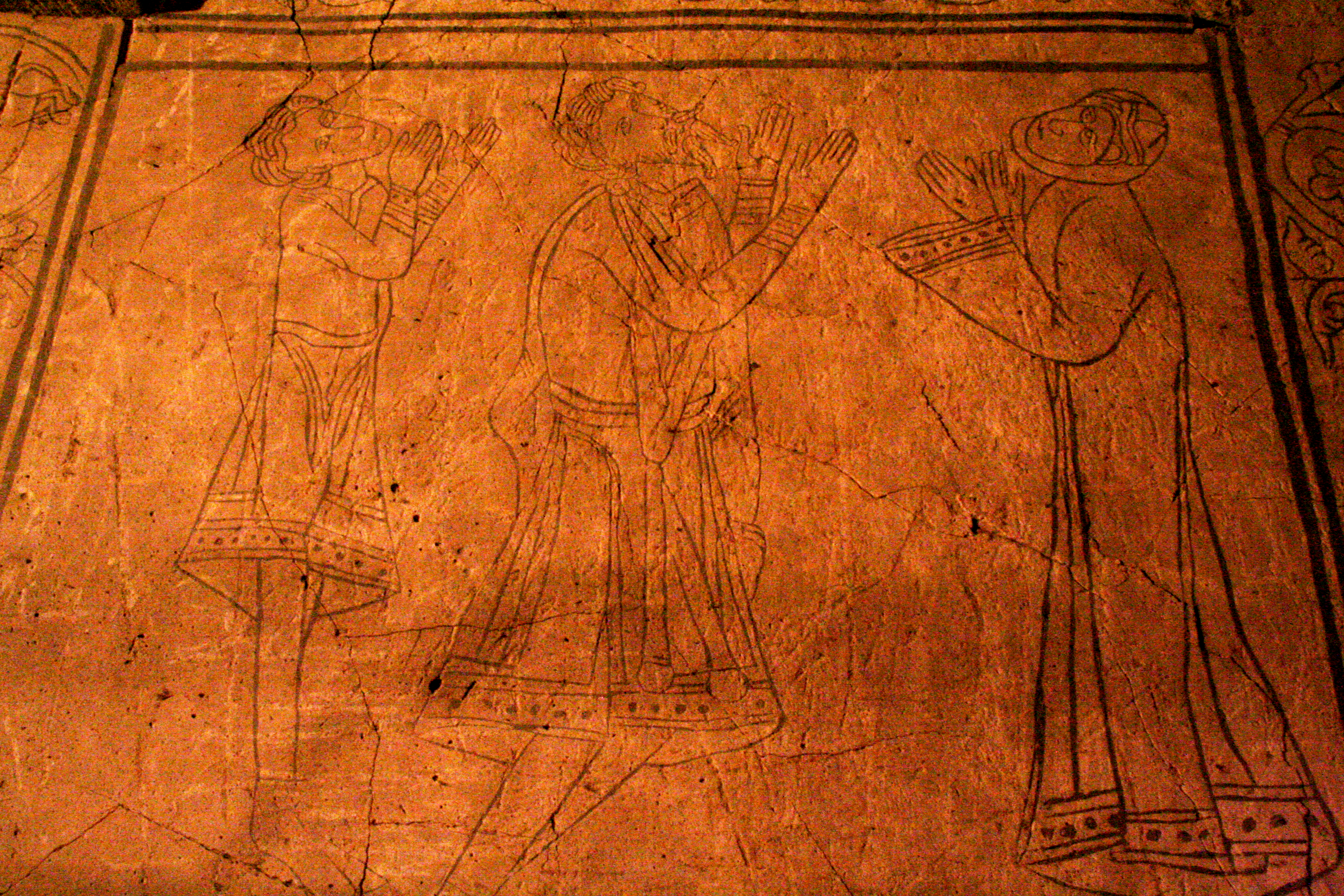
Dolny panel płyty wiślickiej

Płyta wiślicka lub płyta orantów – posadzka o wymiarach 4,1 × 2,5 metra z lat około 1175–1177 z rytymi przedstawieniami figuralnymi, odkryta w 1959 w krypcie zburzonego kościoła z XII wieku, na którego miejscu stoi obecnie gotycka kolegiata w Wiślicy. Unikatowy w skali światowej zabytek sztuki romańskiej. Odsłonięta w latach 1959-60 podczas badań archeologicznych, którymi w ramach Zespołu Badań nad Polskim Średniowieczem kierował prof. Andrzej Tomaszewski. Konserwowana w latach 1982-83 pod kierunkiem prof. Władysława Zalewskiego z ASP w Krakowie.
Posadzka wykonana jest z jastrychu (gipsowej masy, twardniejącej po wylaniu). Wykonano na niej ryty, wypełnione następnie masą gipsową, zabarwioną na czarno smołą lub węglem drzewnym. W rezultacie otrzymano czarny rysunek na jasnym tle, przypominający efekt niello.
Płyta znajdowała się w środkowej nawie krypty, pod dwoma przęsłami sklepienia (zachowały się trzy bazy kolumn). Płyta składa się z dwóch pól z przedstawieniami figuralnymi oraz bordiury, która oddziela pola i otacza całość. W lewym pasie bordiury znajdują się wyobrażenia lwa, centaura, smoka i bazyliszka, w górnym, u stóp ołtarza – dwa lwy przy Drzewie Życia. Pozostałe pasy bordiury wypełnia dekoracja roślinna (plecionka, wić) i roślinno-zwierzęca (dodatkowo przedstawienie smoka). Mityczne potwory w lewym dolnym pasie bordiury zapewne symbolizują grzechy wymieniane w mszalnym tekście liturgicznym tzw. spowiedzi powszechnej.
W górnym polu, które znajdowało się bliżej ołtarza, znajduje się przedstawienie duchownego, stojącego między mężczyzną z brodą i chłopcem. W dolnym ukazany jest mężczyzna z brodą pomiędzy kobietą w czepcu i młodzieńcem. Wszystkie postacie mają głowy podniesione do góry oraz uniesione ręce w geście modlitewnym – są interpretowane jako oranci (adoranci). Nad postaciami z górnego pola zachował się fragment łacińskiego napisu: Hi conculcari querunt ut in astra levari possint et pariter ve... (Ci chcą być podeptani, aby mogli być wzniesieni do gwiazd i zarówno...)
Identyfikacja ukazanych na płycie osób oraz ustalenie osoby fundatora pozostawiają wątpliwości. Za fundatora uznaje się Kazimierza Sprawiedliwego, którego identyfikuje się z brodatym mężczyzną z dolnego pola. Towarzyszyć mają mu jego żona Helena i syn Bolesław. W górnym polu przedstawiono najprawdopodobniej zmarłych krewnych Kazimierza – jego brata Henryka Sandomierskiego i syna Kazimierza. Istnieje także hipoteza, że brodatym mężczyzną z dolnego pola (i fundatorem zarazem) jest Bolesław Kędzierzawy, a towarzyszą mu żona i syn Leszek.